# Vida Nsiah
Vida Nsiah (* 13. April 1976) ist eine ehemalige ghanaische Leichtathletin, die sich auf den Sprint spezialisiert hat und auch im Hürdenlauf an den Start ging. Ihren größten Erfolg feierte sie mit dem Gewinn zweier Medaillen bei den Afrikaspielen 1995 sowie einer Bronzemedaille bei den Afrikameisterschaften 1998. Zudem ist sie momentane Inhaberin des Landesrekordes über 100 m Hürden und hielt eine Zeit den Rekord im 100-Meter-Lauf.

## Sportliche Laufbahn
Erste internationale Erfahrungen sammelte Vida Nsiah vermutlich im Jahr 1994, als sie bei den Commonwealth Games in Victoria im 100-Meter-Hürdenlauf in der Vorrunde nicht ins Ziel kam. Im Jahr darauf gewann sie bei den Juniorenafrikameisterschaften in Bouaké in 24,24 s die Silbermedaille im 200-Meter-Lauf  und über 100 m Hürden in 13,77 s die Goldmedaille. Zudem sicherte sie sich im Weitsprung mit 5,76 m die Bronzemedaille. Anschließend startete sie bei der Sommer-Universiade in Fukuoka und schied dort mit 24,17 s im Halbfinale über 200 Meter aus und belegte im Hürdensprint in 14,13 s den siebten Platz. Zudem nahm sie im selben Jahr an den Afrikaspielen in Harare teil und gewann dort mit der ghanaischen 4-mal-100-Meter-Staffel in 44,44 s gemeinsam mit Mercy Addy, Gladys Kotei und Helena Wrappah die Silbermedaille hinter dem nigerianischen Team und auch mit der 4-mal-400-Meter-Staffel musste sie sich in 3:35,67 min gemeinsam mit Mercy Addy, Amidatu Adrahmani und Agnes Yaa Nuamah nur den Teams aus Nigeria und Südafrika geschlagen geben. 1996 startete sie über 100 m Hürden bei den Olympischen Sommerspielen in Atlanta und schied dort mit 13,34 s in der ersten Runde aus.
1997 erreichte sie bei den Hallenweltmeisterschaften in Paris das Halbfinale über 60 m Hürden und schied dort mit 8,03 s aus. Im Jahr darauf belegte sie bei den Afrikameisterschaften in Dakar in 23,04 s den vierten Platz über 200 Meter und gewann mit der 4-mal-100-Meter-Staffel in 43,89 s gemeinsam mit Veronica Bawuah, Monica Twum und Mavis Akoto die Bronzemedaille hinter den Teams aus Nigeria und Madagaskar. Anschließend klassierte sie sich bei den Commonwealth Games in Kuala Lumpur mit 11,39 s auf dem fünften Platz im 100-Meter-Lauf und gelangte mit 23,17 s auf Rang sechs über 200 Meter. Zudem wurde sie mit der Staffel in 43,81 s Vierte. 1999 erreichte sie bei den Afrikaspielen in Johannesburg mit 23,81 s Rang acht über 200 Meter und im Jahr darauf belegte sie bei den Afrikameisterschaften in Algier in 11,70 s den sechsten Platz über 100 Meter. Im Oktober nahm sie erneut an den Olympischen Sommerspielen in Sydney teil und stellte dort im Vorlauf mit 11,18 s einen neuen Landesrekord auf, ehe sie mit 11,37 s im Halbfinale über 100 Meter ausschied, während sie mit der Staffel mit Landesrekord von 43,19 s ebenfalls im Semifinale ausschied. 2001 kam sie bei den Weltmeisterschaften im kanadischen Edmonton mit 11,56 s nicht über den Vorlauf über 100 Meter hinaus und 2004 beendete sie ihre aktive sportliche Karriere im Alter von 27 Jahren.

## Persönliche Bestzeiten
- 100 Meter: 11,18 s (+0,3 m/s), 22. September 2000 in Sydney
  - 60 Meter (Halle): 7,70 s, 21. Februar 2004 in Columbus
- 200 Meter: 22,99 s (+0,8 m/s), 13. Juli 1997 in Stuttgart
- 100 m Hürden: 13,02 s (+1,8 m/s), 27. April 2001 in Philadelphia (ghanaischer Rekord)
  - 60 m Hürden (Halle): 8,03 s, 8. März 1997 in Paris (ghanaischer Rekord)